# Święty Mikołaj (kultura masowa)

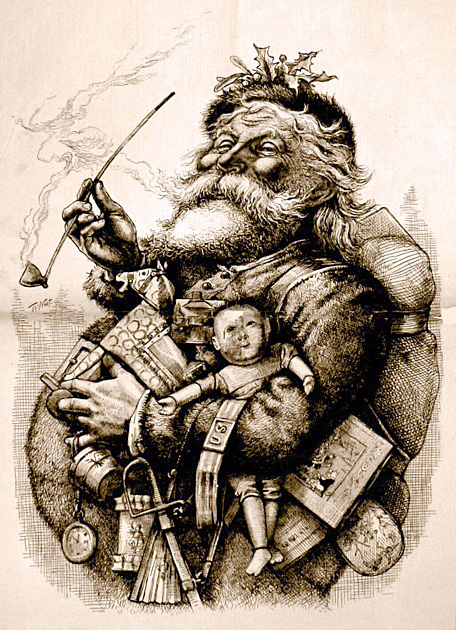
Wizerunek Świętego Mikołaja na ilustracji Thomasa Nasta w Harper’s Weekly z 1 stycznia 1881 roku

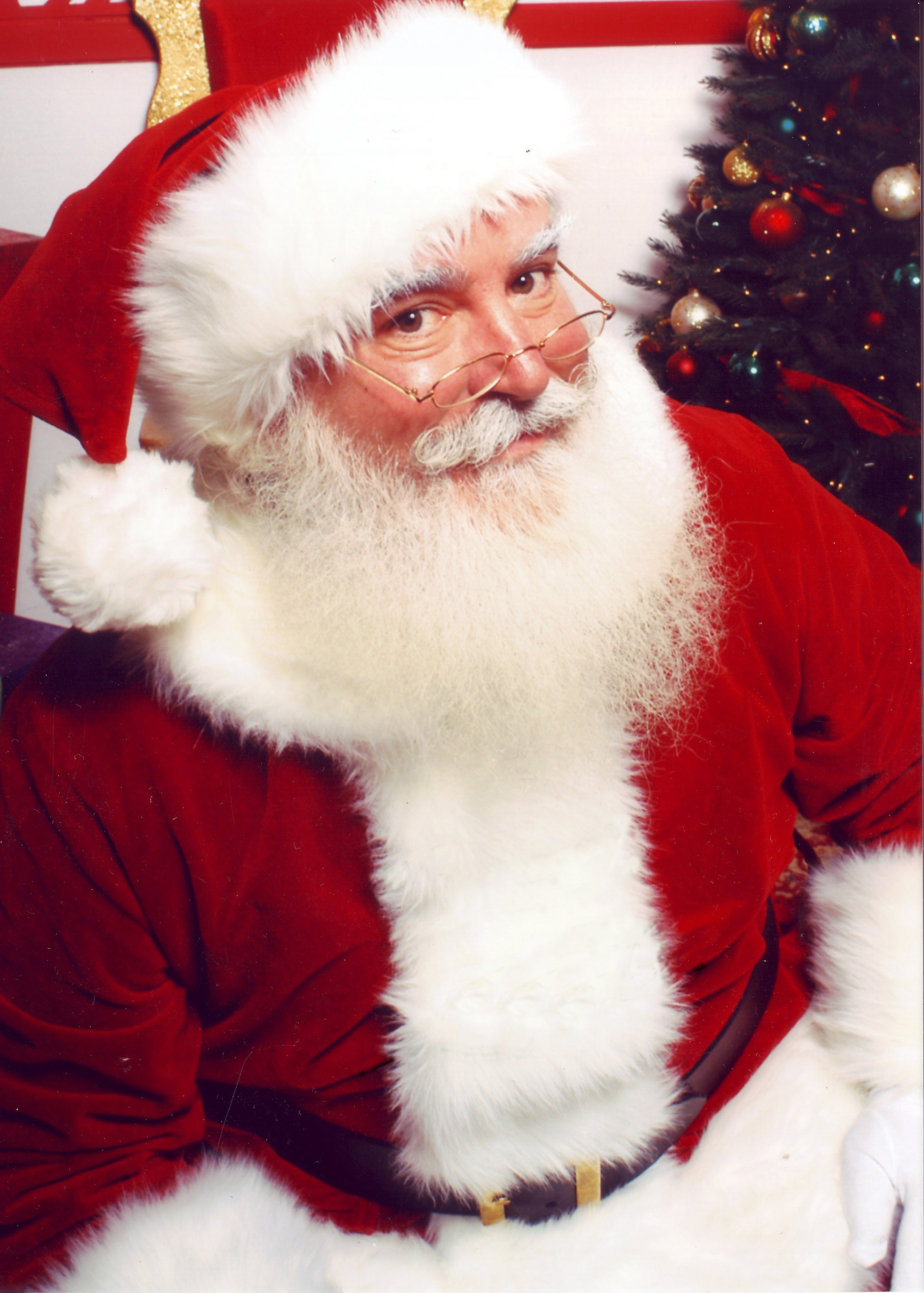
Obecny wizerunek Świętego Mikołaja spopularyzowany w 1930 roku

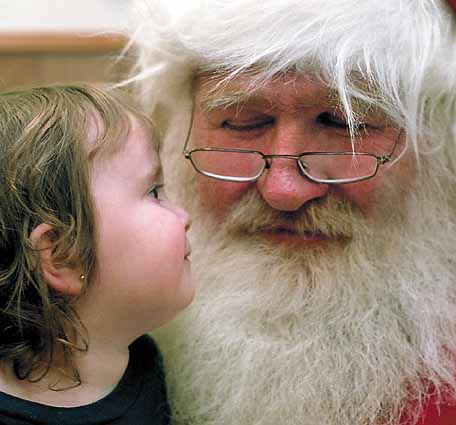
Święty Mikołaj jako przyjaciel dzieci

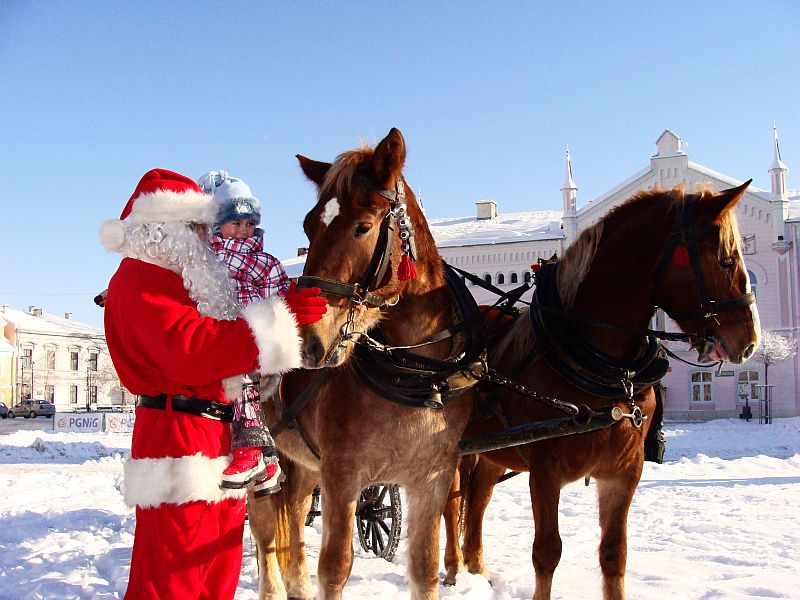
Święty Mikołaj w Sanoku

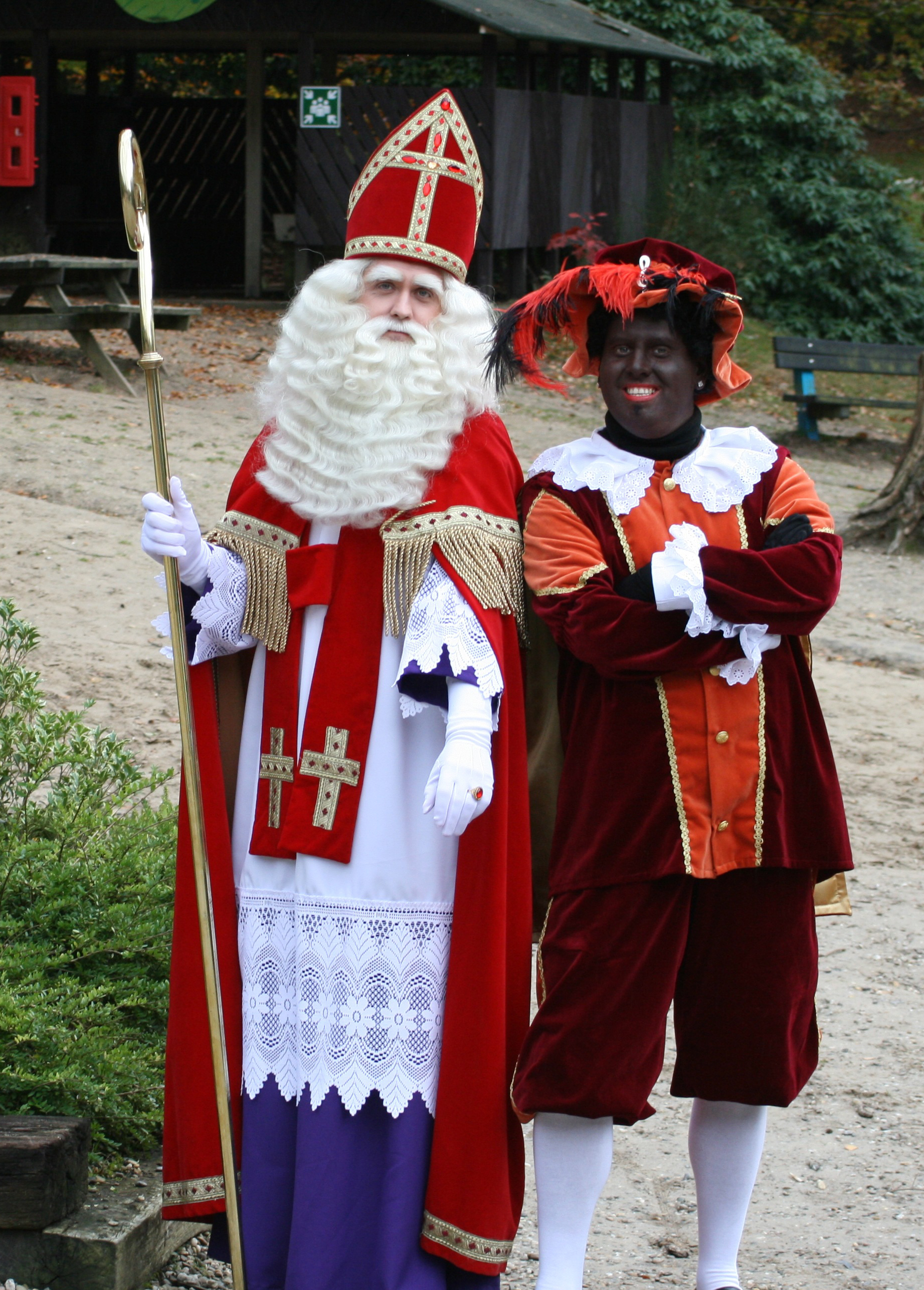
Sinterklaas z pomocnikiem Zwarte Piet

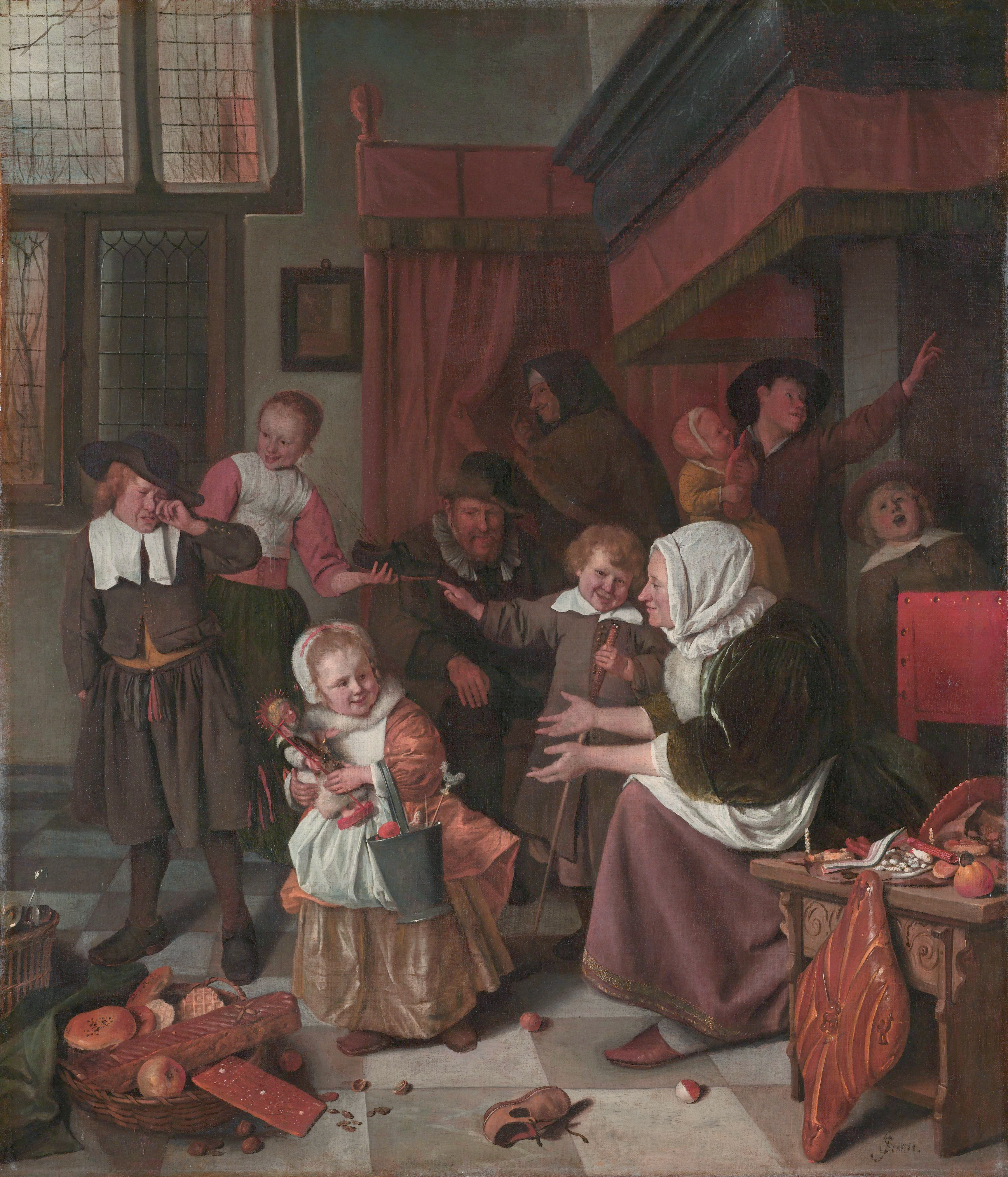
Obraz Jana Steena Dzień św. Mikołaja

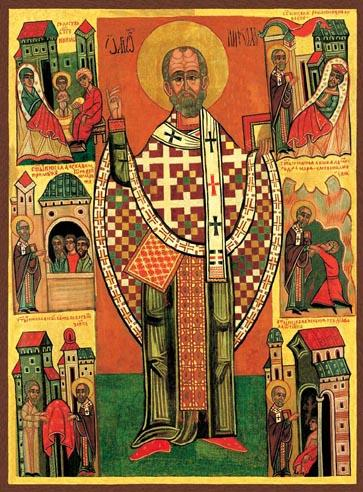
Ikona przedstawiająca świętego Mikołaja, biskupa Miry, pierwowzór postaci Świętego Mikołaja

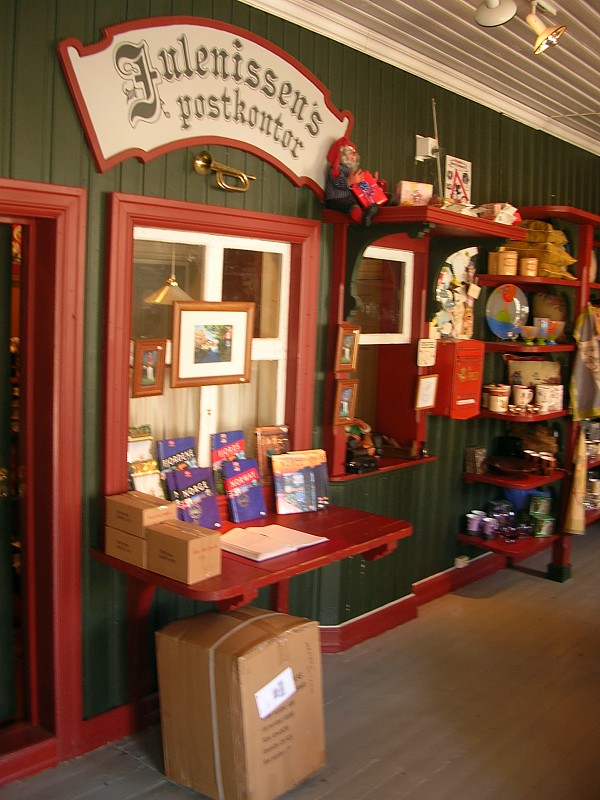
Oficjalny urząd pocztowy Świętego Mikołaja w mieście Drøbak, na południu Norwegii

Święty Mikołaj (ang. Santa Claus) – postać starszego mężczyzny z białą brodą ubranego w czerwony strój, który wedle różnych legend i baśni w okresie świąt Bożego Narodzenia rozwozi dzieciom prezenty saniami ciągniętymi przez zaprzęg reniferów. Według różnych wersji zamieszkuje wraz z grupą elfów Laponię.
Dzięki sprawnej promocji praktycznie zastąpił on w powszechnej świadomości tradycyjny wizerunek świętego Mikołaja, biskupa Miry.
Obecnie powszechna forma tej postaci wywodzi się z kultur brytyjskiej i amerykańskiej, gdzie jest jedną z atrakcji bożonarodzeniowych. W większej części Europy, w tym w Polsce, mikołajki obchodzone są tradycyjnie 6 grudnia jako wspomnienie świętego Mikołaja, biskupa Miry. Rankiem tego dnia dzieci, które przez cały mijający rok były grzeczne, znajdują prezenty, ukryte pod poduszką, w buciku lub w innym specjalnie przygotowanym w tym celu miejscu (np. w skarpecie).
Na skutek przenikania do europejskiej tradycji elementów kultury anglosaskiej (w szczególności amerykańskiej) także w Europie Święty Mikołaj utożsamiany jest coraz częściej z Bożym Narodzeniem i świątecznymi prezentami.

## Zasady pisowni
5 maja 2004 Rada Języka Polskiego zaleciła, że pomimo iż nazwę imienia (Mikołaj) lub świętego (św. Mikołaj) piszemy wielką literą, to w znaczeniu postaci przynoszącej prezenty z okazji Bożego Narodzenia należy ją pisać małą literą: święty mikołaj (np. Tata przebrał się za świętego mikołaja). Również małą literą pisze się nazwę obrzędu, jakim są mikołajki.

## Historia postaci
Święty Mikołaj, biskup Miry, ze względu na przypisywane mu legendą uczynki (m.in. cały majątek rozdał biednym), został pierwowzorem postaci rozdającej prezenty dzieciom. Przedstawiany jako starzec z okazałą brodą, często w infule i z pastorałem, z workiem prezentów i pękiem rózg w ręce. 6 grudnia (w rocznicę śmierci świętego Mikołaja) grzecznym dzieciom przynosi prezenty (zwykle słodycze), a niegrzecznym (na ostrzeżenie) rózgę. 
Jedna z legend głosi, że pewien człowiek, który popadł w nędzę, postanowił sprzedać swoje trzy córki do domu publicznego. Gdy biskup dowiedział się o tym, nocą wrzucił przez komin trzy sakiewki z pieniędzmi. Wpadły one do pończoch i trzewiczków, które owe córki umieściły przy kominku dla wysuszenia. Stąd w krajach, gdzie w powszechnym użyciu były kominki, powstał zwyczaj wystawiania przy nich bucików lub skarpet na prezenty. Tam, gdzie kominków nie używano, Święty Mikołaj po cichutku wsuwa prezenty pod poduszkę śpiącego dziecka.
Początkowo Święty Mikołaj przybywał z południa. W średniowiecznym Amsterdamie Sinterklaas przypływał żaglowcem z dalekich ciepłych mórz, a wór z prezentami niósł ciemnoskóry sługa zwany Zwarte Piet. Człowiek z ciepłych krajów nie bardzo pasował do zaśnieżonego zimowego pejzażu. Toteż gdy w roku 1823 Clement Clarke Moore napisał wiersz Noc wigilijna, w którym Święty Mikołaj przybywa saniami zaprzężonymi w renifery z bieguna północnego, wkrótce przyjęło się to do tradycji.
Postać Świętego Mikołaja popularyzował także amerykański karykaturzysta, Thomas Nast. 1 stycznia 1881 w Harper’s Weekly artysta opublikował ilustrację, na której Święty Mikołaj rozdaje prezenty żołnierzom biorącym udział w wojnie secesyjnej. Jest to prawdopodobnie pierwsze przedstawienie świętego z charakterystyczną, elfią czapką zamiast mitry.
Niezgodności kalendarza gregoriańskiego z kalendarzem juliańskim sprawiły, że dzień św. Mikołaja według starego stylu wypadał blisko dnia Bożego Narodzenia w nowym stylu. Podsunęło to pomysł, aby prezenty przynosiło, zamiast świętego, Dzieciątko Jezus. Jezusa przedstawiało ubrane na biało dziecko, worek z prezentami niósł mężczyzna przebrany za mędrca – jednego z trzech, którzy przynieśli dary Dzieciątku. Ten zwyczaj jednak się nie przyjął, mężczyzna znów stał się Świętym Mikołajem, dziecko zaś zostało jego pomocnicą Śnieżynką. Jednak w niektórych krajach Święty Mikołaj został bożonarodzeniowym dziadkiem: Père Noël we Francji, Julemand w Norwegii, Babbo Natale we Włoszech.
W kontekście polskim, Aleksander Brückner w Encyklopedii Staropolskiej określił to jako zwyczaj późny, miejski, niemiecki. W rzeczywistości jednak zwyczaj obdarowywania się prezentami jest znacznie starszy, archaiczny. Choć bezpośrednich korzeni obdarowywania się prezentami najczęściej doszukujemy się w rzymskich Saturnaliach, to w przypadku Słowian postać Świętego Mikołaja wyraźnie wywodzona jest z kultu Welesa, bóstwa związanego z ziemią, zaświatami i magią (a u Germanów analogicznie z Odynem).

## Lokalne odpowiedniki

### W Polsce
- W Wielkopolsce, na Kujawach, na Pałukach, na Kaszubach i na Pomorzu Zachodnim prezenty na Boże Narodzenie tradycyjnie przynosi Gwiazdor, Święty Mikołaj przynosi prezenty 6 grudnia.

- W Małopolsce prezenty pod choinką zostawia Aniołek, natomiast w nocy z 5 na 6 grudnia prezenty przynosi Święty Mikołaj.

- Na Górnym Śląsku prezenty na Boże Narodzenie przynosi Dzieciątko utożsamiane z postacią Jezusa Chrystusa. 6 grudnia prezenty przynosi Święty Mikołaj.

- Na Śląsku Cieszyńskim prezenty w dzień Bożego Narodzenia przynosi Aniołek.

- Na Dolnym Śląsku prezenty w Boże Narodzenie przynosi Gwiazdka.

- Mieszkańcom Płaskowyżu Tarnogrodzkiego natomiast na Boże Narodzenie prezenty przynoszą krasnoludki. Mikołaj jedynie 6 grudnia.

### W innych krajach
- W krajach niemieckojęzycznych oraz w Czechach, Słowacji i na Węgrzech prezenty przynosi Dzieciątko (Christkind, Ježíšek, Jézuska).

- W Rosji św. Mikołaj był również otoczony kultem jako patron uciśnionych i skrzywdzonych, ale przejętą z zachodu postać rozdającą dzieciom prezenty nazwano Dziadkiem Mrozem (ros. Дед Мороз), ze względu na podobieństwo do bajkowej postaci nazywanej Moroz Krasnyj Nos. Zgodnie z tradycją, rozdaje on prezenty wraz ze Śnieżynką (ros. Снегурочка).

- W Holandii są rozróżniane dwie postacie: Sinterklaas[6][7] i Kerstman[8]. Sinterklaas jest to postać wzorowana na tradycyjnym wyglądzie świętego Mikołaja, biskupa kościoła katolickiego, ubrana w purpurowy płaszcz, z pastorałem w ręce i mitrą na głowie. Towarzyszy mu zwykle pomocnik niosący na plecach worek z prezentami Zwarte Piet[9]. Sinterklaas przypływa[10] z Hiszpanii, dawniej kojarzącej się w Holandii jako kraj dobrobytu, na statku do najbliższego portu[11] około 15 listopada, gdzie witany jest przez tłumy dzieci wraz z rodzicami. Następnie przesiada się na konia i wraz z orszakiem pomocników i dzieci przejeżdża przez miasto[12]. Od tego dnia pojawia się w centrach handlowych, na placach, w szkołach, przedszkolach, gdzie rozdaje dzieciom prezenty. 5 grudnia, kończy się okres wizyt Sinterklaasa, wsiada on z powrotem na statek i odpływa żegnany przez wiwatujące dzieci śpiewające „Dag Sinterklaasje”[13] (pol. „Żegnaj Mikołaju”). Kestman jest wzorowany na komercyjnej postaci spopularyzowanej przez reklamę Coca-Coli. Nocą w Wigilię Bożego Narodzenia zakrada się do domu przez komin lub po drabinie i zostawia dzieciom podarki, które odnajdują pod choinką.

- W Hiszpanii prezenty przynoszą Trzej Królowie 6 stycznia. Dzieci nie znajdują żadnego prezentu pod choinką.

- W tradycji bizantyńskiej jego odpowiednikiem jest Święty Bazyli, który obdarowuje prezentami dzieci w dniu 1 stycznia.

## Mikołaj współcześnie
Obecny wizerunek – czerwony płaszcz i czapka – został spopularyzowany w 1930 roku przez koncern Coca-Cola, dzięki reklamie napoju stworzonej przez amerykańskiego artystę, Freda Mizena. Na pewno jednak reklama ta pomogła utrwalić w powszechnej świadomości ten kostium świętego. Rok później nowy wizerunek Świętego Mikołaja przygotował, także na zlecenie Coca-Coli, Haddon Sundblom.
Najbardziej charakterystyczny element stroju Świętego Mikołaja – czerwona czapka z białym pomponem, stała się jednym z komercyjnych symboli świąt Bożego Narodzenia.
Współcześnie, ze względów komercyjnych, wizerunek Świętego Mikołaja jest używany przez handlowców, a okres wręczania prezentów rozciągnął się od imienin Mikołaja do Nowego Roku. Jako postać reklamowa Święty Mikołaj jest popularny w okresie świątecznym także w krajach Azji, dokąd trafił z USA. Towarzyszy kończącym rok handlowym promocjom nawet w Chinach, gdzie jest znany jako Staruszek Bożonarodzeniowy (圣诞老人).